# Can Batlló (Olot)
Can Batlló era un edifici eclèctic d'Olot (Garrotxa) que formava part de l'Inventari del Patrimoni Arquitectònic de Catalunya.

## Descripció
Era un casal de planta rectangular amb teulat a quatre aigües. Disposava de planta baixa, amb gran escala d'accés a la planta noble i entrada per a carruatges o pati interior, cobert posteriorment amb planxes de fibrociment. Damunt la planta noble hi havia un pis superior amb finestres, algunes d'elles cegades, a manera de decoració, on hi havia grans motius florals i vegetals pintats de color blau. Enganxada a la casa hi havia la capella goticitzant de la mateixa família, que avui serveix de comerç. La casa es desenvolupava al voltant del pati interior.

## Història
Durant el segle xvi la ciutat d'Olot viu uns moments de gran prosperitats, especialment durant la segona meitat del segle. Això atrau molts immigrants de remença, el que genera un notable creixement urbà. S'edifiquen el Carrer Major, el de Sant Rafael, els contorns del Firal i la Plaça Major. Durant la segona meitat del segle xix es tornen a fer grans construccions al carrer de Sant Rafael; s'enderroca el portal situat al final del carrer, es basteixen cases importants com Can Batlló i moltes d'altres són profundament renovades.